# Osage City
La ville américaine de Osage City est située dans le comté d’Osage, dans l’État du Kansas. Elle comptait 2 943 habitants lors du recensement de 2010. C’est la plus grande ville du comté, bien que le siège soit Lyndon.

## Source
- (en) Cet article est partiellement ou en totalité issu de l’article de Wikipédia en anglais intitulé « Osage City, Kansas » (voir la liste des auteurs).